# Война под крышами
«Война под крышами» — советский чёрно-белый художественный фильм в жанре военной драмы, поставленный на киностудии «Беларусьфильм» в 1967 году режиссёром Виктором Туровым.
Первый фильм дилогии, снятой по мотивам романа Алеся Адамовича (вторая часть — «Сыновья уходят в бой»).
Премьера фильма в СССР состоялась в Москве 29 ноября 1971 года.

## Сюжет
После захвата значительной части территории СССР немецкими войсками, заведующая аптекой Анна Корзун начинает помогать партизанам, передавая им медикаменты и информацию. Каждый день подвергая риску себя и своих детей, Анна ни на миг не усомнилась в правильности своего решения. А когда опасность быть раскрытой встает в полный рост, она со своими сыновьями уходит в лес к партизанам.

## В фильме снимались
- Нина Ургант — мать Анна Михайловна Корзун
- Елизавета Уварова — пани Жигоцка
- Любовь Малиновская — Любовь Карповна
- Екатерина Васильева — Надя
- Дмитрий Капка — дедушка Тодар
- Александр Демьяненко — Павел
- Михаил Матвеев — Виктор Петреня
- Александр Захаров — Толя Корзун
- Владимир Мартынов — Алексей Корзун
- Владимир Маслов — Казик Жигоцкий
- Владимир Белокуров — командир партизанского отряда Борис Николаевич Стрельцов
- Янис Грантиньш — Шумахер
- Дмитрий Орлов — пан Жигоцкий
- Виктор Чекмарёв — Пуговицын
- Владимир Пицек — начальник полиции
- Юрий Горобец — комиссар

В эпизодах
- Ольга Лысенко — Ксения
- Светлана Турова — Леонора
- Эдгар Селгайлис — комендант
- Алексей Барановский — эпизод
- Александр Лукьянов — полицай
- Улдис Лиелдидж — Сырокваш
- Аркадий Трусов — партизан
- Константин Григорьев — комвзвода Никита Пинчук
- Станислав Чуркин — Коренной
- Н. Счастный, Харий Авенс, Освальд Берзинь, У. Якобсонс
- В титрах не указаны:
- Владимир Высоцкий — полицай на свадьбе
- Кюнна Игнатова — связная

## Съёмочная группа
- Сценарий — Александра Адамовича
- Постановка — Виктора Турова
- Главный оператор — Сергей Петровский
- Художник-постановщик — Евгений Ганкин
- Режиссёр — Ю. Рыбчёнок
- Композитор — Андрей Волконский (в титрах не указан)
- Звукооператор — Константин Бакк
- Костюмы — Мария Беркович
- Грим — Льва Емельянова
- Монтаж — Е. Аксёненко
- Ассистенты режиссёра — Р. Фишман, А. Коленда, Р. Мирский
- Редакторы — В. Гузанов, Фёдор Конев
- Директор картины — Аким Жук
- Комбинированные съёмки:
  - Оператор — С. Грязнов
  - Художник — И. Коваленко

- Консультант — командир партизанской бригады «Беларусь» Герой Советского Союза Н. П. Покровский

## Музыка в фильме
В фильм вошли две песни Владимира Высоцкого — «Аисты» и «Песня о новом времени». В первоначальном варианте фильма (1967) звучала ещё одна песня — «У нас вчера с позавчера…» (без первой строфы), но в варианте, вышедшем на экраны в 1971 году, её уже не было.